# Остров голосов
«О́стров голосо́в» (англ. The Isle of Voices) — рассказ Р. Л. Стивенсона, опубликованный в феврале 1893 года в National Observer и в том же году вышедший в сборнике «Вечерние беседы на острове» (англ. Island Nights’ Entertainments) вместе с двумя другими рассказами писателя на полинезийскую тему, «Сатанинская бутылка» и «Берег Фалеза».

## Сюжет
Гаваец Кеола с острова Молокаи, женившись на Леуа, стал жить в доме её отца, колдуна Каламаке. Семья ни в чём не знала нужды, потому что у Каламаке всегда были новенькие серебряные доллары, и Кеола давно мечтал узнать, откуда их берёт его тесть. Однажды, когда дочери не было дома, Каламаке попросил Кеолу помочь ему в магическом ритуале: он расстелил в комнате коврик, зажёг специальные листья и травы, и вдруг они оба перенеслись на пляж на неизвестном атолле. Каламаке попросил Кеолу набрать листья определённого дерева, а потом жечь их. Пока листья не сгорели, сам Каламаке собирал на пляже ракушки, которые у него в руках превращались в доллары. Когда листья догорели, Каламаке и Кеола снова оказались дома. Кеола был впечатлён колдовством тестя, однако вскоре, не удовлетворившись этим, попросил у него денег на концертину. Сказав, что теперь он покажет Кеоле другое колдовство, Каламаке отплыл с зятем в открытое море, в место, которое он называл Морем мертвецов, где увеличился в размерах настолько, что смог стоять на дне моря. Он раздавил лодку, оставив Кеолу из-за его алчности в умирать воде, и сам ушёл к берегу. Однако Кеолу подобрало проходящее мимо судно, на которое он устроился моряком. 

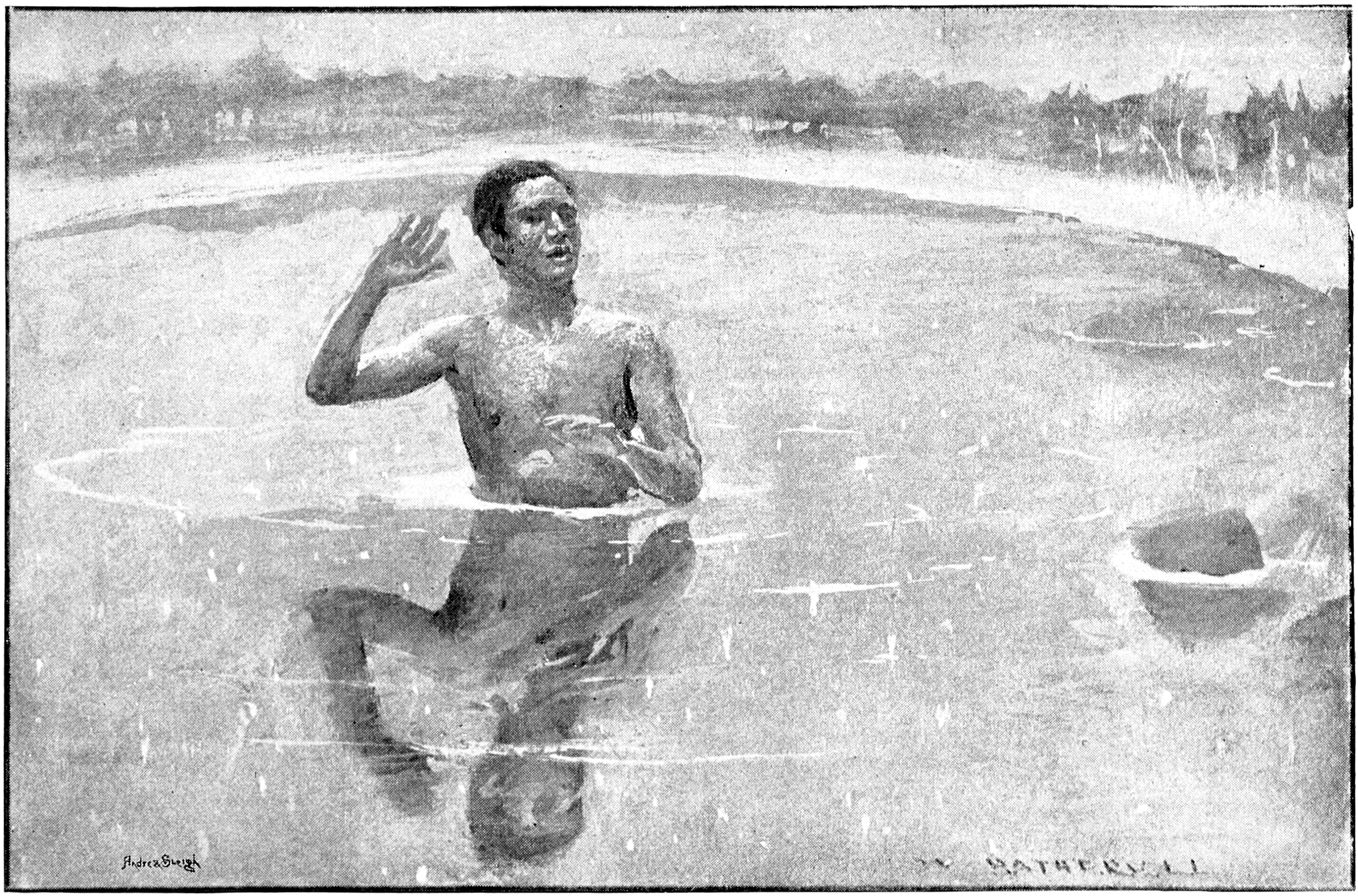
Кеола на острове

Через некоторое время Кеоле надоело работать моряком, терпя постоянные унижения и побои от помощника капитана. Когда корабль подплыл к пустынному острову, Кеола выпрыгнул за борт. Остров оказался необитаемым, хотя на нём были полуразрушенные дома. Вскоре, однако, на него приплыло племя, живущее на одном из близлежащих островов, но на время сезона, когда рыбы становятся ядовитыми, переезжающее сюда. Племя приняло Кеолу и дало ему жену. Кеола узнал эту девушку — когда он с Каламаке был на волшебном атолле, он видел эту девушку и даже обращался к ней, но она не видела его. Кеола понял, что находится на том самом острове, а люди из племени сказали ему, что этот остров они называют Островом голосов, потому что на одном его берегу всё время слышатся голоса невидимых духов, говорящих на разных языках. Как и Каламаке, эти духи прибывают на остров с рахных концов света, чтобы получить из ракушек деньги. 
Новая жена Кеолы, однако, скоро предупредила его, что её племя — людоеды, и они собираются съесть Кеолу. Тогда он спрятался в ожидании отъезда племени на другой остров, и пошёл на берег голосов. Вдруг Кеола услышал стук топоров — оказывается, люди племени решили срубить деревья, про которые Кеола рассказывал им, что именно из-за них на остров приходят духи. Духи вступили в бой с аборигенами, и в это время Кеола услышал голос Леуа, которая прибыла с отцом на остров за долларами. Пока Каламаке с другими духами сражался с племенем каннибалов, Кеола поджёг волшебные листья, и они с Леуа вернулись домой. 
Когда Кеола рассказал о случившемся миссионеру, тот посоветовал ему пожертвовать все доллары прокажённым и в миссионерский фонд, а сам сообщил полиции, что Кеола и Каламаке, вероятно, изготавливают фальшивые монеты.

## Отзывы
Исследовательница «тихоокеанской» прозы Стивенсона Ванесса Смит относит рассказ к типу «историй о племяннике чародея» (a magician’s nephew story) и говорит о том, что как и в случае с чёртом в «Сатанинской бутылке», магия в рассказе является «апофеозом карго-культа: материальный объект обладает способностью воспроизводиться». При этом в отличие от Кеаве из «Сатанинской бутылки», которому удалось свести к нулю значимость волшебной бутылки, Кеола скорее является антигероем и мечтает о том, чтобы занять место своего тестя, сохранив при этом сам принцип производства монет. Исследовательница указывает также на то, что разделённая география атолла (часть, где живёт племя, и берег голосов) отражает расщепление субъектности героя: мир местных дикарей и каннибаллов противостоит циркуляции денег, которая находится во власти пришлых демонических сущностей. Две силы встречаются и в финальной битве, подвергая друг друга взаимному уничтожению.